# Прозорова, Ольга Ивановна
О́льга Ива́новна Прозоро́ва (1905, Фаустово, Воскресенский район — 1986, Софьино, Московская область) — доярка колхоза «Пламя» Раменского района Московской области. Герой Социалистического Труда (1949).

## Биография
Ольга Прозорова родилась в 1905 году в селе Фаустово Бронницкого уезда Московской губернии (ныне Воскресенский район Московской области) в крестьянской семье. По национальности русская.
Получив начальное образование, с детства работала в сельском хозяйстве. В 1929 году переехала в деревню Софьино. С 1959 года работала в совхозе «Раменское», а с 1969 года работала дояркой в колхозе «Пламя» Раменского района. Вскоре Ольга стала одной из передовых рабочих в хозяйстве.
В предвоенные годы животноводческий колхоз «Пламя», возглавляемый Сергеем Васильевичем Кащеевым, добился значительных успехов. По итогам подготовки к участию во Выставке достижений народного хозяйства ряд работников был награждён орденами и медалями.
Работала бригадиром животноводов Дурнихинской фермы. С началом Великой Отечественной войны колхозное стадо было эвакуировано в Ивановскую область. После возвращения стада продолжала работать на молочно-товарной ферме, совмещая тяжёлый труд доярки с воспитанием своих троих детей, оставшихся без отца, который погиб на фронте. В 1948 году она вместе с напарницей Т. Ф. Казиновой она надоила 5349 кг от 8 коров, содержащих 198 кг молочного жира.
Указом Президиума Верховного Совета СССР от 7 апреля 1949 года доярке Ольге Ивановне Прозоровой было присвоено звание Героя Социалистического Труда с вручением ордена Ленина и золотой медали «Серп и Молот» за получение высокой продуктивности животноводства в 1948 году.
С 1950 года была заведующей молочно-товарной фермой, в 1952 году надои в колхозной ферме увеличились в среднем на 800 кг молока на одну корову.
Посещала зоокурсы для животноводов в колхозах, часто выступала, делилась своим опытом в других хозяйствах на районных семинарах и совещаниях. В составе делегации от своего колхоза выезжала в Киево-Святошинский район, находящийся на Украине, к животноводам местного колхоза (с. Горенка), с которым соревновался колхоз «Пламя».
Неоднократно принимала участие в ВСХВ и Выставки достижений народного хозяйства (ВДНХ), была награждена малой Золотой и Серебряной медалями. Являлась депутатом Софьинского сельского совета.
Проживала в селе Софьино. Скончалась в 1986 году.

## Награды
- Медаль «За трудовое отличие»[2] (13 февраля 1939);
- Герой Социалистического Труда[3] — указом Президиума Верховного Совета СССР от 7 апреля 1949 года;
- Орден Ленина, медаль «Серп и Молот» (7 апреля 1949);
- малая Золотая и Серебряная медали.